# Monte delle Grazie
Il Monte delle Grazie è una montagna nella Provincia di Roma, alta 616 m.s.l.m.

## Descrizione
Il monte delle Grazie si trova nel Comune di Allumiere, a circa 25 km dalla costa tirrenica
Il monte è la vetta più alta del sistema dei Monti della Tolfa, la sua nascita fu dovuta alle eruzioni del miocene finale, i cui magmi crearono diversi vulcani nel Lazio.